# Dragon’s Crown
Dragon's Crown (яп. ドラゴンズクラウン Дорагондзу кураун, «Корона дракона») — двухмерная фэнтезийная игра в жанре action/RPG, была разработана компанией Vanillaware и вышла на консолях фирмы Sony.
В средневековом мире герои путешествуют по опасным подземельям и лабиринтам в поисках золота и приключений. Совместный вариант прохождения включает кооператив до 4 игроков, а также сетевую игру через службу PSN. Также в игре предусмотрено кросс-платформенное прохождение между владельцами PS3 и PS Vita. В 2018 году вышла улучшенная версия игры для PS4 под названием «Dragon's Crown Pro».

## Сюжет
Действие игры происходит в Королевстве Хайдлэнд (англ. Kingdom of Hydeland) — выдуманном фэнтезийном мире, где обширные лабиринты и катакомбы лежат глубоко под землей, а фантастические монстры населяют тёмные леса и зловещие пустоши.
Сюжет закручен вокруг легендарной реликвии — Короны дракона и её поисках. Игрок должны взять на себя роль одного из шести авантюристов, которым поручено вернуть сокровище.

### Персонажи
- Рыцарь (Озвучивали: Кэндзиро Цуда (Япония), Патрик Сайтс[англ.] (США))[4]: Эксперт ближнего боя, оснащен мощными латами и надежным щитом. Имеет самую сильную защиту среди всех классов, его щиты могут защищать всех союзников поблизости. Его одноручное оружие имеет короткую дистанцию удара, но оно быстро прокачивается, что позволяет рыцарю легко расправляться с врагами на ближней дистанции.
- Амазонка (Озвучивали: Ацуко Танака (Япония), Синди Робинсон[англ.] (США))[5]: Бесстрашная воительница, в совершенстве владеет двуручным оружием. Её размашистые атаки наносят смертельный урон нескольким врагам одновременно. Амазонка имеет легкий класс брони, однако это компенсируется её скоростью, и возможностью наносить существенный урон врукопашную, когда она безоружна[6].
- Волшебник (Озвучивали: Хироки Ясумото (Япония), Юрий Ловенталь[англ.] (США))[7]: Магический класс, в совершенстве владеющий заклинаниями. Полагается в бою на магию и является жизненно важным активом для любого приключения[8].
- Эльфийка (Озвучивали: Асами Имаи (Япония), Иден Ригель (США)[9]: Представительница древней расы лесных жителей, которые намного старше, чем они кажутся для человеческого глаза. Эльфийка — мастер лука и стрел, смертоносный противник дальнего боя. Имея хрупкое тело, она использует свою природную ловкость и бесстрашно сражается на расстоянии[10].
- Гном (Озвучивали: Унсё Исидзука[англ.] (Япония), Джеймисон Прайс (США))[11]: Коренастый боец, его недюжая сила позволяет носить по одному оружию в каждой руке. Также, гном может поднимать и бросать различные предметы, даже тяжелых врагов. Бросок в стан противника позволяет гному прихлопнуть несколько супостатов одним махом[12].
- Колдунья (Озвучивали: Кикуко Иноуэ (Япония), Эрин Фицджеральд[англ.] (США))[13]: Знаток темной магии. Слабая физически, она использует искусство тайной магии: может создавать вкусную еду, управлять скелетами и превращать врагов в безобидных лягушек. Превосходный боец поддержки, Колдунья оказывает помощь своим друзьям в различных вариациях[14].

## Отзывы прессы
| Сводный рейтинг    | Сводный рейтинг                 |
| Агрегатор          | Оценка                          |
| ------------------ | ------------------------------- |
| GameRankings       | - 82,78 % (PS3) - 79,52 % (PS4) |
| Metacritic         | 78 (Vita)，83 (PS3)             |
| Иноязычные издания |                                 |
| Издание            | Оценка                          |
| Famitsu            | 9/8/8/9 [34/40]                 |
| GameSpot           | 8,0/10                          |
| GameTrailers       | 9/10                            |
| IGN                | 8,5/10                          |

Игра получила положительные отзывы от игровой прессы; сайт IGN поставил игре 8.5 из 10, назвав её «великолепной», портал GameSpot аплодировал визуальному качеству игры, оценив её в 8/10. Joystiq присудил игре 4 звезды из 5, и Dualshockers назвал игру: «Возрождением жанра сайд-скроллера» и поставил ей 9 баллов. Российский сайт Gmbox также присудил игре 9 баллов, подытожив: «Dragon’s Crown — ни в коем случае не типичный полуторачасовой beat’em up, в котором важна только ловкость пальцев и удача (а потом — хорошая память). Это полноценная ролевая игра, чем-то напоминающая двухмерную сессионную Diablo, в которой не требуется долго разбираться. Пусть внешний вид никого не отпугивает: да, в этой игре все от начала до конца нарисовано будто от руки и так же анимировано, и это нормально — настолько детально проработанной, красочной и привлекательной графики в современных RPG, наверное, не найти». Редакция журнала Игромания оценила игру в 9 баллов, в рецензии отмечалось: «На фоне заваливших рынок однотипных проектов Dragon’s Crown — весьма неординарная штука. Студия Vanillaware не просто реанимировала аркадный жанр приключенческих боевиков, но внесла в геймплей свежие идеи. Dragon’s Crown — как раз тот случай, когда хорошо забытое старое легко уложит на лопатки едва запоминающееся новое» Игровой портал Gmbox поставил игре 8 баллов, подытожив рецензию комплиментами: «Dragon’s Crown — это необычный гибрид, вобравший в себя великолепную графику и анимацию, мудрость Golden Axe и множество ролевых элементов, делающих игровой процесс максимально насыщенным, но страдающим от бэктрекинга и высокого порога вхождения для новичков» Сайт GameTech посвятил игре положительную рецензию, автор писал: «Игра определённо удалась. Если вам нравится Golden Axe, вы в восторге от Castle Crashers, обожаете бесконечную прокачку в стиле Diablo и вас не пугает художественный стиль проекта, то покупайте, играйте и наслаждайтесь».